# La Cruz del Sandial
La Cruz del Sandial es una localidad del municipio de Nacajuca ubicado en la subregión centro del estado mexicano de Tabasco. Esta localidad fue desfusionada de Sandial el 15 de marzo de 2017.

## Geografía
La localidad de La Cruz del Sandial se sitúa en las coordenadas geográficas 18°10′17″N 92°53′21″O / 18.171256, -92.889251, a una elevación de 2 metros sobre el nivel del mar.

## Demografía
Según el Conteo de Población y Vivienda 2020, efectuado por el Instituto Nacional de Estadística y Geografía, la localidad de La Cruz del Sandial tiene 899 habitantes, de los cuales 440 son del sexo masculino y 459 del sexo femenino. Su tasa de fecundidad es de 2.64 hijos por mujer y tiene 233 viviendas particulares habitadas.
| Gráfica de evolución demográfica de La Cruz del Sandial entre 2020 y 2020 |
|                                                                           |
| INEGI.                                                                    |